# Michał Krużycki
Michał Krużycki (ur. 12 lipca 1987 r.) – polski rugbysta występujący na pozycji wspieracza, reprezentant kraju, drużynowy mistrz Polski.

## Kariera klubowa
Krużycki jest wychowankiem Ogniwa Sopot, w którym występował do 2007 roku. Wówczas to przeniósł się do francuskiego CS Bourgoin-Jallieu, gdzie grał w tzw. Espoirs (Nadziejach), czyli zespole do lat 23. Występy za granicą łączył jednak z epizodami w polskiej lidze. I tak w listopadzie 2008 oraz kwietniu i maju 2009 roku zagrał w trzech meczach ligowych Ogniwa.
W czerwcu 2009 roku podpisał seniorski kontrakt z zespołem Lyon Olympique Universitaire (LOU) z ligi Pro D2. W barwach drużyny z Lyonu zadebiutował w spotkaniu z FC Grenoble, jednak w całym sezonie zagrał zaledwie w jeszcze jednym spotkaniu (w sumie 24 minuty). Po sezonie LOU zezwolił Polakowi na szukanie nowego pracodawcy. Jednocześnie na początku 2010 roku Krużycki zmienił też klub w polskiej Ekstralidze, przenosząc się z Ogniwa do Lechii Gdańsk. Wiosną w barwach tego klubu uczestniczył w fazie pucharowej w barwach Lechii Gdańsk, z którą wywalczył wicemistrzostwo Polski (porażka w finale z Budowlanymi Łódź), a także zagrał w przegranym meczu półfinałowym Pucharu Polski z Arką Gdynia.
Nowy sezon we Francji rozpoczął w trzecioligowym (Fédérale 1) zespole Bobigny 93, ale już w październiku ponownie wspomógł Lechię. Kolejny sezon Długi spędził na tym samym poziomie rozgrywkowym, w drużynie AC Boulogne-Billancourt. W trakcie (w kwietniu), a także po zakończeniu sezonu zasadniczego w lidze francuskiej, Krużycki po raz kolejny dołączył do walczącej o krajowe triumfy Lechię. Z biało-zielonymi zdobył złoto mistrzostw Polski oraz dotarł do finału Pucharu Polski.
Latem 2012 roku podpisał kontrakt z beniaminkiem Féderale 1, zespołem Stade Rodez Aveyron, gdzie występował z innym reprezentantem Polski, Érikiem Piorkowskim. W klubie tym rozegrał jesienią osiem spotkań, po czym wiosnę spędził w Lechii Gdańsk (10 meczów).
W kolejnych latach występował we francuskim Stade Rouennais (jesień 2013, Fédérale 2), raz jeszcze w Lechii (wiosna 2014), a następnie w angielskich zespołach niższych lig: Chinnor R.F.C. (wiosna 2014), Redlingesians Rams (2014–2016). Wiosną 2016 wystąpił w dwóch kolejnych meczach Lechii, a jesienią reprezentował angielski klub Reading Abbey, gdzie występował razem z bratem Kacprem. Jesienią 2017 roku zasilił kolejny zespół z okolic Reading – Henley Hawks. W 2017 i 2018 zaliczył po jednym meczu dla Lechii w polskiej Ekstralidze.
Na stałe powrócił w kraju przed startem sezonu 2019. Został zarejestrowany do gry jako zawodnik Lechii, dla której występował nieprzerwanie w kolejnych latach.

## Kariera reprezentacyjna
Krużycki był reprezentantem Polski na kolejnych szczeblach wiekowych co najmniej od 2003 roku (drużyna U-16). W 2004 grał już w kadrze do lat 18. Wystąpił na trzech imprezach o mistrzostwo Europy – na mistrzostwach do lat 18 we Francji w 2005 roku (obok m.in. Dawida Banaszka, Adriana Chróściela, Stanisława Powały-Niedźwieckiego czy Tomasza Rokickiego), a z zespołem młodzieżowym: na mistrzostwach do lat 20 w Trójmieście w 2006 roku oraz na mistrzostwach do lat 21 w Niemczech w 2008 roku.
5 maja 2007 roku, w wieku niecałych 20 lat, zadebiutował w reprezentacji seniorskiej w meczu z Łotwą, który odbywał się w Rydze. Od tego czasu aż do 2013 roku był jednym z podstawowych zawodników drużyny narodowej. W kolejnych latach (po przeprowadzce do Anglii) w kadrze pojawiał się sporadycznie (1 mecz w 2014, dwa w 2016).
Po ponad pięciu latach przerwy do reprezentacji wrócił w 2021 roku za kadencji Chrisa Hitta.

### Statystyki
Stan na dzień 11 marca 2023 r. Wynik reprezentacji Polski zawsze podany w pierwszej kolejności.
| Drużyna narodowa | Rok  | Mecze | Punkty |
| ---------------- | ---- | ----- | ------ |
| Polska           | 2007 | 3     | 0      |
| Polska           | 2008 | 3     | 0      |
| Polska           | 2009 | 3     | 0      |
| Polska           | 2010 | 4     | 0      |
| Polska           | 2011 | 5     | 0      |
| Polska           | 2012 | 4     | 5      |
| Polska           | 2013 | 6     | 5      |
| Polska           | 2014 | 1     | 0      |
| Polska           | 2015 | —     | —      |
| Polska           | 2016 | 2     | 0      |
| Polska           | 2017 | —     | —      |
| Polska           | 2018 | —     | —      |
| Polska           | 2019 | —     | —      |
| Polska           | 2020 | —     | —      |
| Polska           | 2021 | 2     | 0      |
| Polska           | 2022 | 1     | 5      |
| Polska           | 2023 | 5     | 0      |
| Suma             | Suma | 39    | 15     |

| Występy w reprezentacji Polski | Występy w reprezentacji Polski | Występy w reprezentacji Polski           | Występy w reprezentacji Polski | Występy w reprezentacji Polski | Występy w reprezentacji Polski |
| Lp.                            | Data                           | Stadion, miasto                          | Przeciwnik                     | Wynik                          | Zdobyte punkty                 |
| ------------------------------ | ------------------------------ | ---------------------------------------- | ------------------------------ | ------------------------------ | ------------------------------ |
| 1.                             | 5.05.2007                      | Ryga                                     | Łotwa                          | 33:9                           | 0                              |
| 2.                             | 19.05.2007                     | Stadion Miejski, Siedlce                 | Malta                          | 36:3                           | 0                              |
| 3.                             | 29.09.2007                     | Campus Del Consell, Andora               | Andora                         | 33:5                           | 0                              |
| 4.                             | 10.05.2008                     | Paola                                    | Malta                          | 29:16                          | 0                              |
| 5.                             | 5.10.2008                      | Stadion Budowlanych, Łódź                | Ukraina                        | 12:13                          | 0                              |
| 6.                             | 15.11.2008                     | Stadion Miejski, Ostrawa                 | Czechy                         | 13:7                           | 0                              |
| 7.                             | 16.05.2009                     | Stadion Dinamo, Kiszyniów                | Mołdawia                       | 30:28                          | 0                              |
| 8.                             | 30.05.2009                     | Stadion Polonii, Warszawa                | Belgia                         | 14:3                           | 0                              |
| 9.                             | 25.09.2009                     | Stadion Polonii, Warszawa                | Czechy                         | 5:19                           | 0                              |
| 10.                            | 24.04.2010                     | Stadion Króla Baudouina I (A2), Bruksela | Belgia                         | 8:29                           | 0                              |
| 11.                            | 9.10.2010                      | Stadion ragby Císařka, Praga             | Czechy                         | 15:20                          | 0                              |
| 12.                            | 13.11.2010                     | Narodowy Stadion Rugby, Gdynia           | Mołdawia                       | 25:36                          | 0                              |
| 13.                            | 20.11.2010                     | Feldgerichtstraße, Frankfurt nad Menem   | Niemcy                         | 22:17                          | 0                              |
| 14.                            | 12.03.2011                     | Narodowy Stadion Rugby, Gdynia           | Belgia                         | 28:21                          | 0                              |
| 15.                            | 16.04.2011                     | Stadion Suche Stawy, Kraków              | Holandia                       | 32:18                          | 0                              |
| 16.                            | 15.10.2011                     | Stadion Sandecji, Nowy Sącz              | Czechy                         | 20:13                          | 0                              |
| 17.                            | 12.11.2011                     | Stadion Dinamo, Kiszyniów                | Mołdawia                       | 17:17                          | 0                              |
| 18.                            | 19.11.2011                     | Stadion MOSiR, Gdańsk                    | Niemcy                         | 34:8                           | 0                              |
| 19.                            | 7.04.2012                      | Stadion Króla Baudouina I (A2), Bruksela | Belgia                         | 13:20                          | 0                              |
| 20.                            | 21.04.2012                     | Nationaal Rugby Centrum, Amsterdam       | Holandia                       | 32:19                          | 0                              |
| 21.                            | 6.10.2012                      | Stadion Josefa Kohouta, Říčany           | Czechy                         | 29:3                           | 0                              |
| 22.                            | 3.11.2012                      | Stadion MOSiR, Gdańsk                    | Niemcy                         | 22:13                          | 5 (P)                          |
| 23.                            | 30.03.2013                     | Narodowy Stadion Rugby, Gdynia           | Ukraina                        | 13:12                          | 0                              |
| 24.                            | 13.04.2013                     | Stadion Dinamo, Kiszyniów                | Mołdawia                       | 20:24                          | 0                              |
| 25.                            | 1.06.2013                      | Korsängens IP, Enköping                  | Szwecja                        | 11:19                          | 0                              |
| 26.                            | 7.09.2013                      | Stadion Polonii, Warszawa                | Szwecja                        | 30:9                           | 0                              |
| 27.                            | 12.10.2013                     | Stadion Polonii, Warszawa                | Czechy                         | 30:10                          | 5 (P)                          |
| 28.                            | 9.11.2013                      | Sportforum Hohenschönhausen, Berlin      | Niemcy                         | 13:43                          | 0                              |
| 29.                            | 18.10.2014                     | Stadion Polonii, Warszawa                | Holandia                       | 9:8                            | 0                              |
| 30.                            | 19.03.2016                     | Stadion Polonii, Warszawa                | Belgia                         | 11:21                          | 0                              |
| 31.                            | 30.04.2016                     | Nationaal Rugby Centrum, Amsterdam       | Holandia                       | 16:40                          | 0                              |
| 32.                            | 11.09.2021                     | Stadion Juvenii, Kraków                  | Węgry                          | 43:3                           | 0                              |
| 33.                            | 20.11.2021                     | Stadion Polonii, Warszawa                | Szwajcaria                     | 37:25                          | 0                              |
| 34.                            | 9.04.2022                      | Stadion Widzewa, Łódź                    | Litwa                          | 43:10                          | 5 (P)                          |
| 35.                            | 4.02.2023                      | Stadionul Arcul de Triumf, Bukareszt     | Rumunia                        | 27:67                          | 0                              |
| 36.                            | 11.02.2023                     | Narodowy Stadion Rugby, Gdynia           | Portugalia                     | 3:65                           | 0                              |
| 37.                            | 18.02.2023                     | Narodowy Stadion Rugby, Gdynia           | Belgia                         | 21:15                          | 0                              |
| 38.                            | 5.03.2023                      | Narodowy Stadion Rugby, Gdynia           | Niemcy                         | 18:23                          | 0                              |
| 39.                            | 11.02.2023                     | Nationaal Rugby Centrum, Amsterdam       | Belgia                         | 17:18                          | 0                              |